# Tibor Varga (hockeista su ghiaccio)
Tibor Varga (Bratislava, 31 maggio 1985) è un hockeista su ghiaccio slovacco di ruolo centro.

## Carriera
Varga è cresciuto hockeisticamente dapprima nell'HK Ruzinov 99, per poi passare, nel 2002 ad un'altra squadra di Bratislava, il più quotato Slovan, con cui ha esordito in Extraliga nella stagione 2003-2004, e con cui ha vinto il campionato 2004-2005.
Per tre stagioni (2006-2009) ha giocato nella seconda serie ceca con i Rebel di Havlíčkův Brod, per poi fare ritorno in patria, nuovamente allo Slovan, per una stagione. Al termine della stagione giocò alcuni incontri ed il girone per la salvezza nella seconda serie ceca con il Chrudim.
Per le successive due stagioni ha giocato nelle minors nordamericane, cambiando cinque squadre. Giocò la gran parte della stagione 2009-2010 con i Rome Frenzy in FHL, disputando anche alcuni incontri in ECHL coi Bakersfield Condors; quando la squadra fu sciolta, poco prima della fine della stagione, passò agli Huntsville Havoc, in SPHL. Rimase nella stessa lega, ma ai Mississippi RiverKings, nella prima parte della stagione successiva, per poi ritornare in FHL coi 1000 Islands Privateers.
Dal 2012 ha fatto ritorno per un lungo periodo nell'Extraliga slovacca, dove ha vestito le maglie di MsHK Žilina (2012-2014), MHC Martin (2014-2015 e prima parte della stagione successiva), HC Kosice (seconda parte della stagione 2015-2016 e 2016-2017) e HC Dukla Trenčín (2017-2019).
Nel 2019-2020 è passato ai Bratislava Capitals, nella seconda serie slovacca. Venne confermato anche nella stagione successiva, quando la squadra si iscrisse al campionato sovranazionale ICE Hockey League. Nel gennaio del 2021 passò al Nove Zamky, nella Extraliga, che gli rinnovò poi il contratto fino al termine della stagione 2021-2022.
Terminato l'accordo, andò a giocare nella terza serie slovacca, con il HK Delikateso Bratislava.

## Palmarès
- Campionato slovacco: 1

Slovan Bratislava: 2004-2005